# Annobór
Annobór – wieś w Polsce położona w województwie lubelskim, w powiecie lubartowskim, w gminie Lubartów. Przez Annobór przepływa struga Parysówka.
W latach 1975–1998 miejscowość należała administracyjnie do województwa lubelskiego.
W skład sołectwa Annobór wchodzi także Annobór-Kolonia. Według Narodowego Spisu Powszechnego (III 2011 r.) wieś liczyła 313 mieszkańców.
Annobór powstał prawdopodobnie w 4 ćwiartce XVIII wieku z inicjatywy Sanguszków, właścicieli Lubartowa i dóbr lubartowskich,
jako folwark. Nazwa Annobór nadana prawdopodobnie dla upamiętnienia Anny Centerówny, żony marszałka wielkiego litewskiego księcia Józefa Paulina Antoniego Sanguszki, zmarłego w 1791 roku. Pobudowanie folwarku Annobór w granicach miasta jak i inne poczynania właścicieli dóbr lubartowskich skłoniły mieszczan Lubartowa do wystąpienia na drogę sporu prawnego. W dniu 25 maja 1802 roku mieszczanie złożyli w Carsko-Królewskiej Prokuratorii pozew przeciwko dziedzicowi Lubartowa. Informacja o tym fakcie stanowi pierwszą wzmiankę o wsi Annobór. Do 1823 roku dobra lubartowskie a wraz z nimi Annobór należały do Sanguszków. Wskutek podziału w 1823 roku pomiędzy rodzeństwem księciem Karolem Sanguszką a hrabiną Klementyną Małachowską z Sanguszków dobra lubartowskie otrzymała ta ostatnia. Następnie sprzedała je w 1839 roku  hrabiemu Henrykowi Łubieńskiemu. W 1844 roku dobra lubartowskie a wraz z nimi Annobór przejęte zostały przez Bank Polski a następnie skarb państwa. W 1859 roku nabył hrabia Mycielski. Około 1860 roku folwark i wieś Annobór wyłączone zostały z dóbr lubartowskich i stały się częścią dóbr Łuck. W 1861 roku został sprzedany folwark Annobór, który w 1862 roku przeszedł w ręce drobnych -chłopów-kolonistów. Wraz z pobudowaniem wsi gospodarskiej wybudowano naturalnie karczmę – miejsce życia XIX wiecznej wsi.Pobudowano ją na południowym skraju starej wsi chłopskiej, przy pastwisku Białe Błoto, gdzie rozchodzą się drogi do Majdanu i lasu Lipnik. Karczma ta jest naniesiona na obrysie pomiarowym „Dóbr prywatnych Łucka i Annobór” z 1872 roku. Na początku XX wieku miejscowość opisana została jako wieś położona w Guberni Lubelskiej, powiecie lubartowskim, gminie Łuck, parafia Lubartów. Folwark uległ spaleniu w 1915 roku w wyniku walk przebiegającego tamtędy frontu. O zaciętości tych walk świadczy cmentarz wojskowy z zachowanymi grobami, położony na skraju lasu na gruntach sąsiedniej wsi Nowodwór. Na dzień 20 września 1921 r. w Annoborze znajdowały się 32 budynki mieszkalne, mieszkało 234 osób (w tym 119 mężczyzn oraz 115 kobiet). Wszyscy mieszkańcy byli wyznania rzymskokatolickiego oraz narodowości polskiej. Około 1928 roku Annobór miał powierzchnię 333 morgów (w tym 235 morgów ziemi ornej, 20 morgów łąk, 33 morgów pastwisk, 40 morgów lasów, 5 morgów nieużytków). Znajdował się 2 km od stacji kolejowej, 3 km od urzędu poczty i telegrafu, 3 km od miasta powiatowego, 4 km od urzędu gminnego oraz 3 km od kościoła parafialnego. W trakcie II wojny światowej Annobór został włączony do Generalnego Gubernatorstwa, dystryktu lubelskiego. O zakopaniu archiwum 27 Wołyńskiej Piechoty Armii Krajowej, w stodole w Annoborze wspomina Władysław Filar w rozmowie z Adamem Sikorskim z programu Było...nie minęło wyemitowanym 27 października 2014 roku.
Do 1982 roku Annobór należał do parafii pw. św. Anny w Lubartowie. Potem z parafii tej wydzielono parafię Matki Bożej Nieustającej Pomocy w Lubartowie (parafia należy do Archidiecezji Lubelskiej, dekanatu lubartowskiego), gdzie od tej pory przynależy Annobór.
W latach 2013-2014 została przebudowana przechodząca przez miejscowość droga powiatowa nr 1550L na odcinku  Lubartów – Annobór – Nowy Staw. Inwestycje pochłonęły ponad milion złotych.
Wierni Kościoła rzymskokatolickiego należą do parafii Matki Bożej Nieustającej Pomocy w Lubartowie.